# 豐沛戰鬥
豐沛戰鬥發生於1928年4月17日－4月20日，交戰地點則是在中國苏北，是中華民國北洋政府時期的戰鬥之一。豐沛戰鬥的交戰雙方，一方為國民革命軍，另一方北洋支持孫傳芳的直系魯軍。

## 參看
- 中華民國北洋政府時期內戰戰鬥列表